# Дома 1189 км
Дома 1189 км (рос. Дома 1189 км) — сільський населений пункт без офіційного статусу в Балезінському районі Удмуртії, Росія.

## Населення
Населення — 11 осіб (2010; 14 в 2002).
Національний склад станом на 2002 рік:
- удмурти — 79 %